# 금강비
금강비(金鋼比) 또는 닮음비(ratio of similarity)는 {\displaystyle 1:{\sqrt {2}}}의 비율을 가리킨다.
{\displaystyle 1:1.414\cdots }

## 닮음 성질
특히 금강비율   {\displaystyle 1:{\sqrt {2}}}는 자기 동형 사상 성질로 인해서

자신의 두배는 다시 자기 자신이 되는 닮음 성질을 가지고 있기 때문에  닮음비로 불리기도 한다.
닮음비를 {\displaystyle k}로 예약해보면,
{\displaystyle {{2b} \over {a}}={{a} \over {b}}=k}
{\displaystyle {{2} \over {k}}=k}
{\displaystyle {\left({{2} \over {k}}\right)k}=k\cdot k}
{\displaystyle {2}=k^{2}}
{\displaystyle {\sqrt {2}}={\sqrt {k^{2}}}}
{\displaystyle {\sqrt {2}}=k}

## 닮음 비율
{\displaystyle {{1} \over {\sqrt {2}}},{{\sqrt {2}} \over {2}},{{2} \over {2{\sqrt {2}}}},{{2{\sqrt {2}}} \over {4}},\cdots =k}
{\displaystyle k}는 {\displaystyle \left({{1} \over {\sqrt {2}}}\right)\left({{\sqrt {2}} \over {\sqrt {2}}}\right)^{n}}으로 생성된다.
{\displaystyle k=1.41421356237309504880168872420969807856967187537694807317667\cdots }

## 종이 규격
이러한 도형의 닮음비는 종이크기에 대한 국제표준(ISO)으로 사용되는데, 주요한 이유로는 원본의 종이 제단시 낭비가 없이 절단된 모든 면적이 사용가능하기 때문이다.

## 같이 보기
- 황금비
- 백은비
- 닮음

## 참고
1. ↑  OEIS